# 天宝堂
天宝堂即潮汕人民抗征队成立旧址，位于中国广东省揭阳市揭西县南山镇东北部火炬村天宝堂林场内。
清朝、民国时期，火炬村名为龙跃坑。1947年6月7日，中共潮汕地委在天宝堂召开会议，与会者60余人，成立潮汕人民抗征队，确定以武装斗争方式反对國民政府的三征（征兵征粮征税）政策。7月，抗征队发表《潮汕人民抗征队告各界同胞书》。在此后的第二次国共内战期间，潮汕地区的中共武装发展成中国人民解放军闽粤赣边纵队第二（潮汕）支队。武装力量发展到11个团，7000多人。
直到中华人民共和国建立，龙跃坑一直是潮汕人民抗征队的游击活动据点、后方根据地。1948年前后，潮汕人民抗征队司令部及后勤部设于此地。刘向东、曾广、林震、陈彬、邱志坚、何绍宽等人曾在此活动、战斗。1948年夏，按中共潮汕地委指示，潮汕人民抗征队成立潮汕军政法庭。是年，潮汕人民抗征队军政法庭在此设立监狱看守所。1949年6月，中共潮汕地委迁至今南山镇火炬村委会龙跃村北山楼内的李氏祖祠，设有电台，直接与中共中央联系，并出版《新潮报》指导潮汕各地党活动。
1958年，因龙跃坑是革命老区，改名火炬村，寓意星星之火可以燎原。1956年3月，建立天宝堂果林场。文革前，天宝堂用做揭西县共产主义劳动大学校舍。文革后期，天宝堂果林场成为揭西地区知识青年的集中上山下乡点之一。1984年8月，揭西县人民政府公布潮汕人民抗征队旧址为揭西县重点文物保护单位。或说1989年，公布为揭西县文物保护单位，类型为近现代重要史迹及代表性建筑。
天宝堂主体占地面积合计61.52平方米